# Badhusparken, Piteå

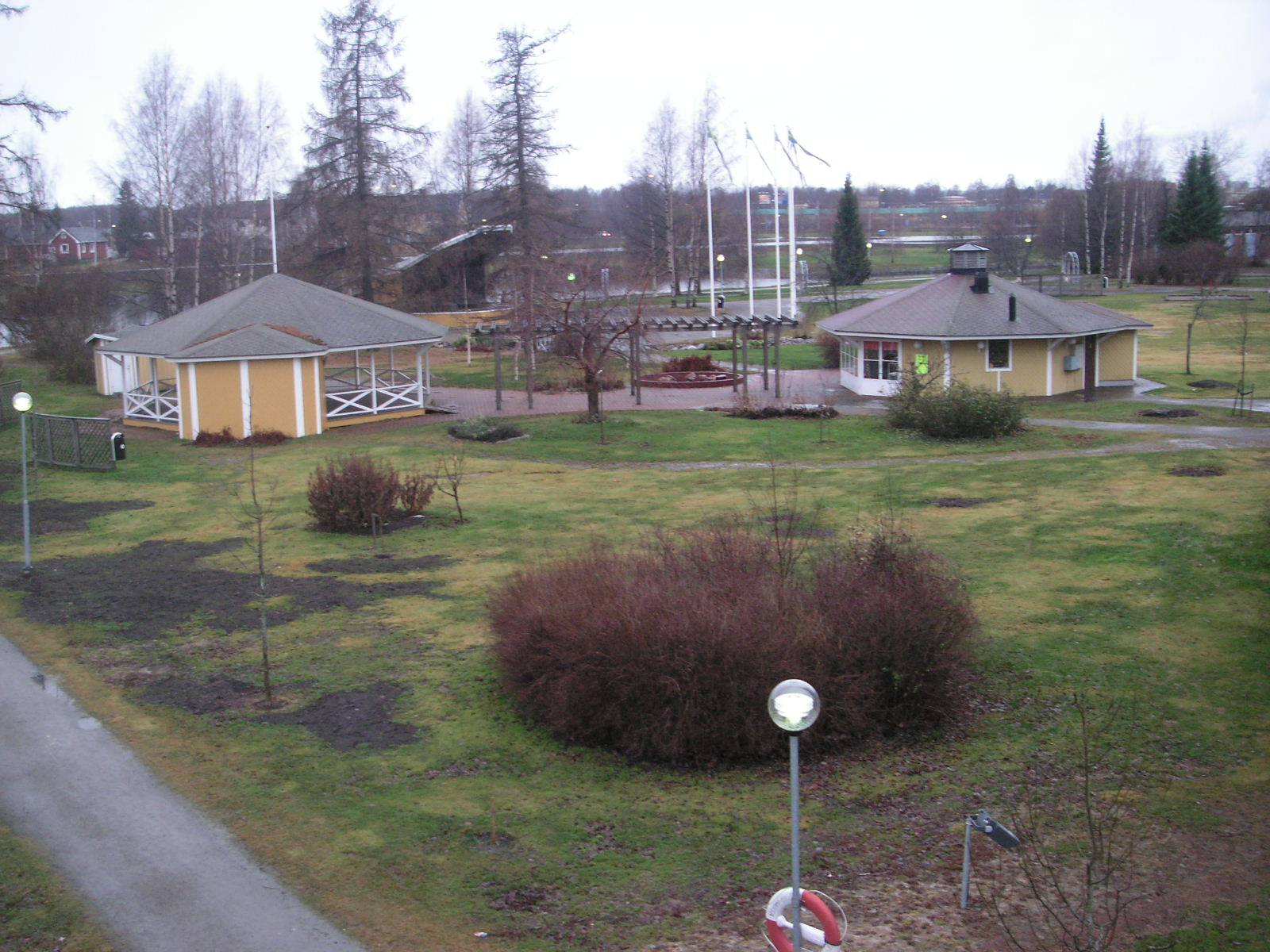
Badhusparken sedd från Lasarettsbron.

Badhusparken är en park i centrala Piteå. 
Parken grundades år 1859 och är stadens mest välbesökta park. Badhusparken ligger vackert vid kanalen i centrala Piteå. Badhusparken gränsar till Stadsparken. Parkerna skiljs åt av lasarettsbron och det gamla lasarettet som i dag är ett vandrarhem. I parken finns bland annat en mindre scen för framträdanden och en servering. På somrarna hålls regelbundet bordsloppmarknad i Badhusparken, som även innehåller en lekpark.